# St. Sebastian (Autenhausen)

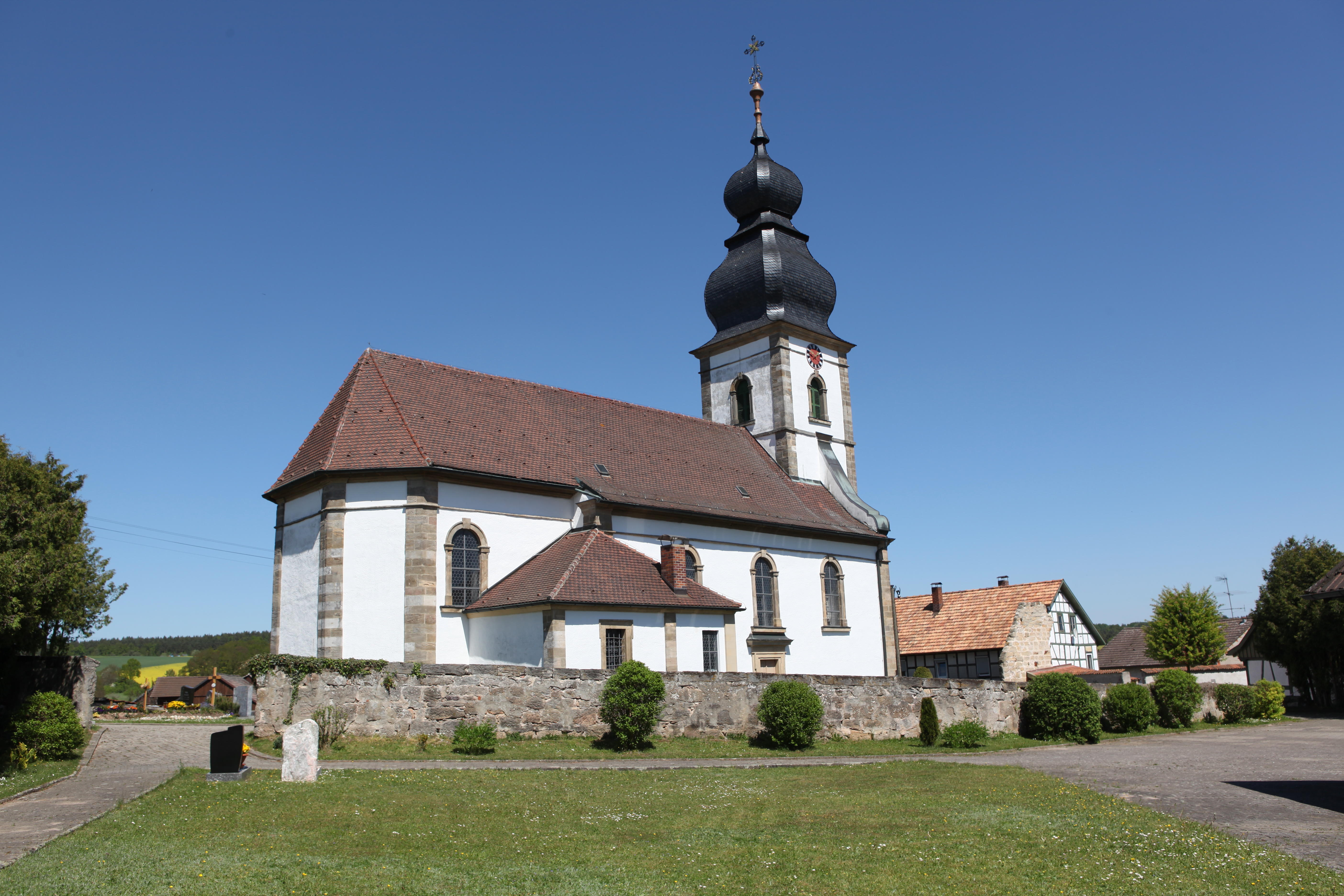
Römisch-katholische Pfarrkirche St. Sebastian, Autenhausen

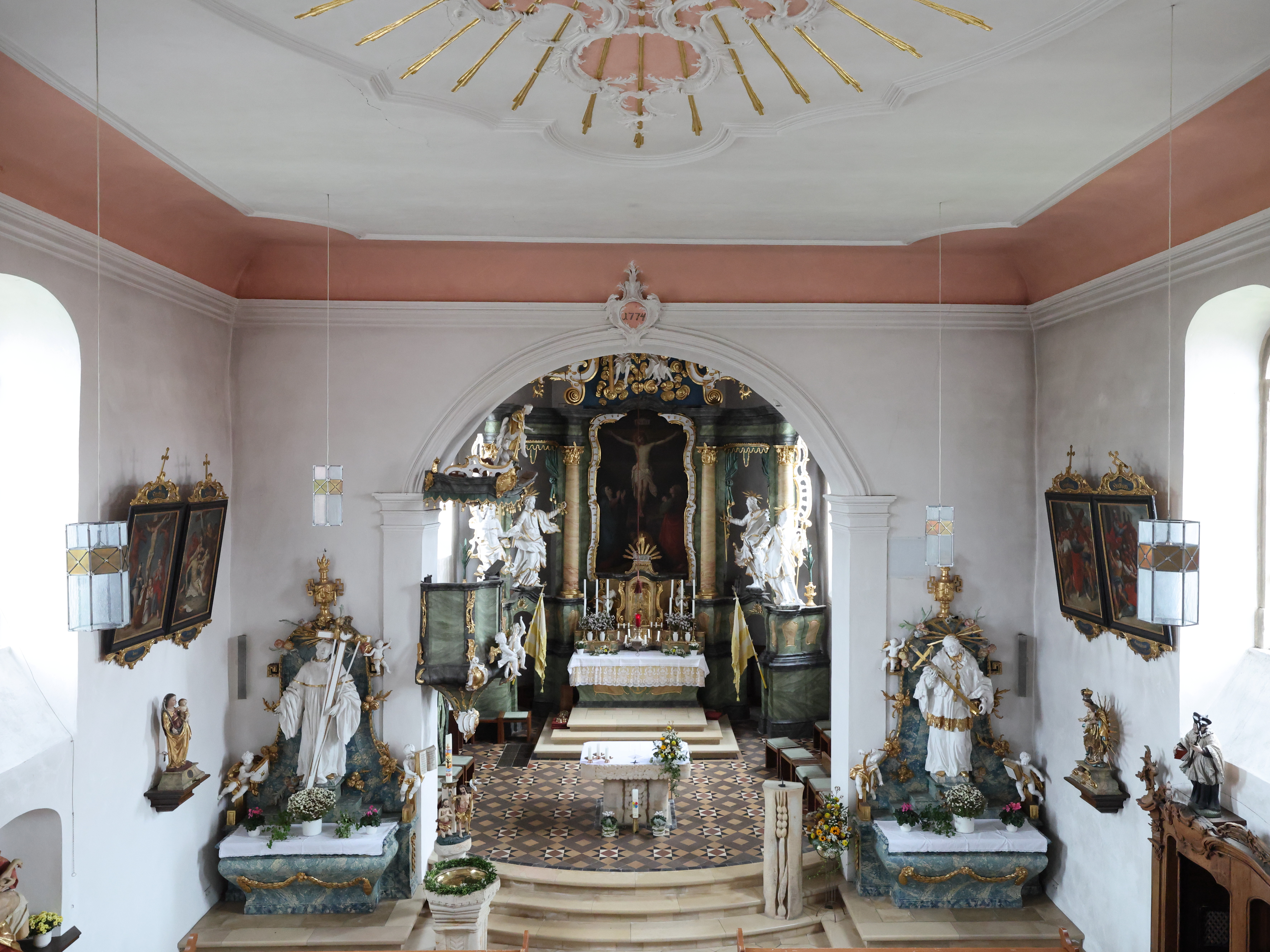
Altarraum

Die Pfarrkirche St. Sebastian ist die römisch-katholische Kirche des Ortes Autenhausen, eines Ortsteils der oberfränkischen Stadt Seßlach. Das barocke Gotteshaus wurde ab 1774 errichtet. Geweiht ist es 
zu Ehren des Heiligen Sebastian.

## Baugeschichte
Eine Filialkirche wurde erstmals 1338 erwähnt. Im Jahr 1590 folgte die Erhebung des mittelalterlichen Gotteshauses zur Pfarrkirche. Bis zur Säkularisation in Bayern Anfang des 19. Jahrhunderts waren zumeist Mönche des Klosters Langheim Pfarrvikare. Ab 1748 gab es Bestrebungen die baufällige und zu klein gewordene Kirche durch einen Neubau zu ersetzen, der schließlich 1774 durch die Maurermeister Georg und Johann Georg Schmitt aus Königshofen und den Zimmermeister Johann Baptist Weiß aus Staffelstein im Stil einer barocken Landkirche errichtet wurde. Die Ausstattungsarbeiten waren im Wesentlichen 1783 beendet. Die Konsekration folgte im Mai 1786.

## Beschreibung
Die Kirche ist ein gewesteter Saalbau mit einem leicht eingezogenen Chor zu zwei Achsen und einem dreiseitigen Schluss. Die östliche Einturmfassade hat einen 36 Meter hohen Turm. Der Hochaltar von 1781 ist ein Werk des Bildhauers Karl Albert aus Gabolshausen; das Altarbild, das die Kreuzigung Jesu zeigt, ist im Nazarenerstil gemalt. Die Statuen neben dem Hauptaltar zeigen die Heiligen Petrus und Paulus, flankiert von Sebastian und Wendelin. Die künstlerisch wertvollen Seitenaltäre entstanden um 1786 durch den Bamberger Künstler Michael Trautmann für die Schlosskapelle Tambach. Der linke Seitenaltar mit der Statue des heiligen Bernhard kam 1805/06 in die Kirche von Autenhausen. 1949 tauschte die Gemeinde ihren Marienaltar ohne die barocke Pietà mit dem Nepomuk-Altar von Rothenberg, der ebenfalls aus Tambach stammte. Zur Ausstattung gehören eine Rokoko-Kanzel, ein barocker Taufstein mit der Jahreszahl 1590 und die erwähnte Pietà aus dem dritten Viertel des 18. Jahrhunderts, die ein Geschenk des Klosters Langheim ist.
Die Pfarrei gehört zur katholischen Pfarreiengemeinschaft Seßlach. Zugehörig ist die Filialkirche in Gleismuthhausen, die 1603 errichtet wurde.

## Orgel

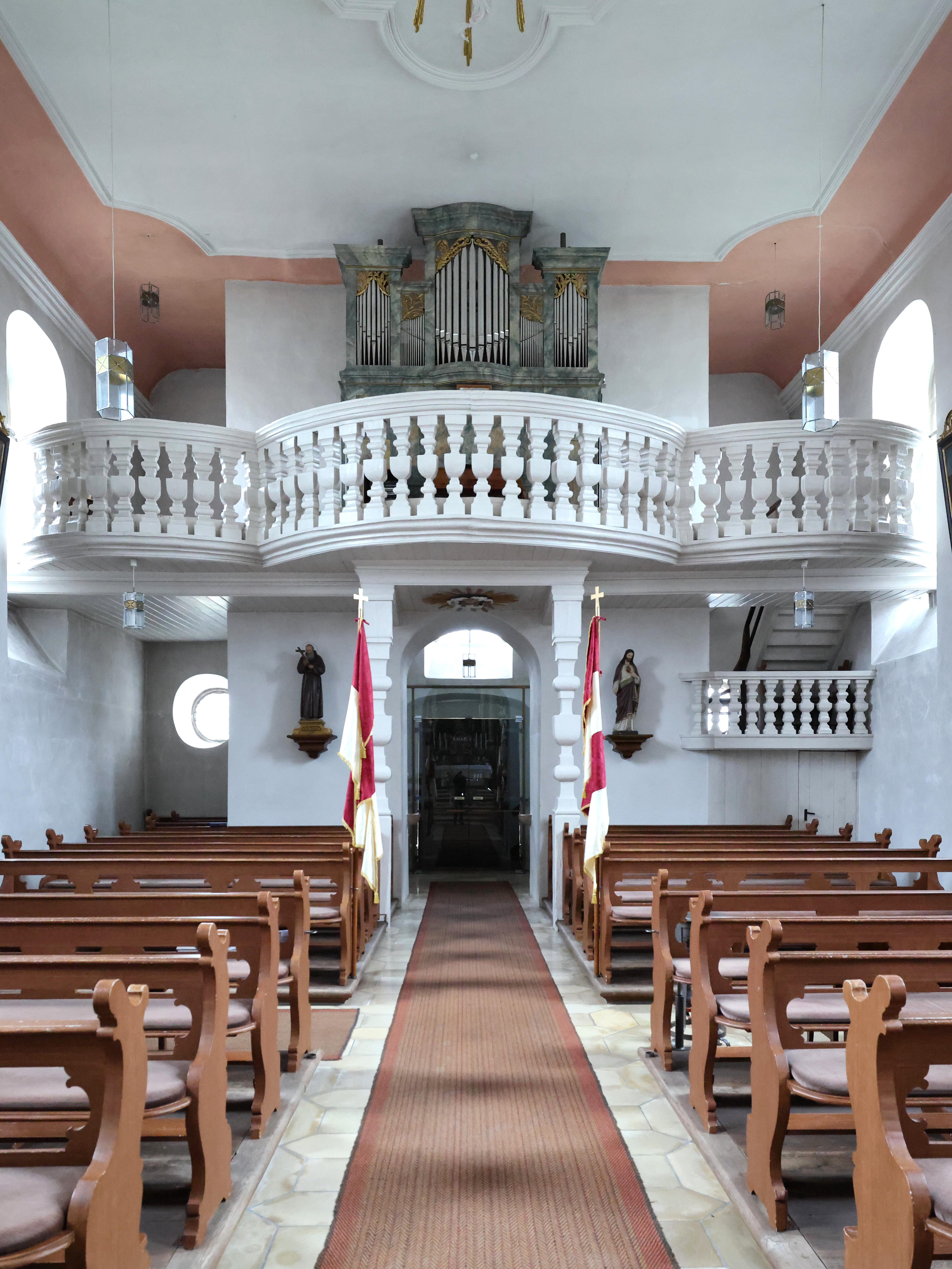
Orgel

Im Jahr 1842 stellte Orgelbau Hofmann aus Neustadt bei Coburg eine mechanische Schleifladenorgel mit neun Registern auf einem Manual und Pedal mit 534 Pfeifen auf. Der fünfteilige Prospekt hat einen breiten Mittelturm, zwei Zwischenfelder und zwei hochrechteckige Seitenfelder. Die Seitenfelder sind durch einen Steg mit dem etwas höheren Mittelturm verbunden. Das Schnitzdekor besteht aus belaubtem Rankenwerk. 1990 wurde das Instrument restauriert und 2019 renoviert.